# Zanthoxylum anison
Zanthoxylum anison är en vinruteväxtart som beskrevs av Louis Otho Otto Williams. Zanthoxylum anison ingår i släktet Zanthoxylum och familjen vinruteväxter. Inga underarter finns listade i Catalogue of Life.